# Ungernrevolten
Ungernrevolten (ung: 1956-os forradalom; 1956-os népfelkelés) var ett folkuppror i Ungern 1956 riktat mot landets dåvarande regering styrd av det kommunistiska Ungerska arbetarpartiet, samt mot Sovjetunionens inflytande i Ungern. Den ägde rum mellan 23 oktober och 4 november.
Upproret inleddes med protester vilka snabbt stegrades till väpnad kamp. Upprorsmännen fick kontroll över stora delar av landet och en provisorisk regering under Imre Nagy bildades. Upproret kvästes av sovjetarmén som ingrep den 4 november och fick hjälp av ungerska säkerhetsstyrkor. Det väpnade motståndet upphörde den 10 november.

## Förlopp

### Upptakten
Upptakten till revolten var avstaliniseringsprocessen som inleddes efter Josef Stalins död. Redan i juli 1953 tillsattes som premiärminister den reformvänlige kommunistiske politikern Imre Nagy på initiativ från Moskva. Den stalinistiske kommunistpartiledaren Mátyás Rákosi känd för sina blodiga utrensningar och personkult kring sin egen "visa ledarperson", förblev samtidigt partiledare och inledde en maktkamp. 
Under Stalins sista levnadsår mellan 1950 och 1953 åtalades i Ungern mer än 1,3 miljoner och hälften sattes i fängelse - att jämföras med det lilla landets befolkning på mindre än 10 miljoner. 50 000 arresterades på falska anklagelser utan rättslig prövning. Mer än 2 350 dödades i summariska avrättningar, många fler dog i polisens celler och kommuniststyret inrättade tre koncentrationsläger för över 40 000 fångar. Även medlemmarna av kommunistpartiet förföljdes. Av 850 000 medlemmar år 1950 blev hälften kastade i fängelse, arbetsläger, avrättades eller emigrerade inom tre år. Till och med högt uppsatta kommunister som fyra inrikesministrar på rad blev avrättade för påstådd "statsfientlig verksamhet", "spioneri", "trotskism", "titoism", etcetera efter dom i teatraliska skenrättegångar, bland annat den kompromisslöse stalinisten László Rajk. Den femte inrikesministern (Sándor Zöld) dödade sin familj och begick självmord när han fick veta att han också skulle gripas. Var tredje ungersk familj var direkt utsatt för kommunistpartiets och säkerhetspolisens förtryck.
Ungern var också mycket viktigt för Sovjetunionen dels genom sitt geografiska läge och dels då landet hade en av den tidens största uranfyndigheter i världen, som hölls hemliga till den grad att även toppforskare inom kärnfysiken inte kände till detta. Det kommunistiska ledarskapet kamouflerade gruvor som utgrävningar av bauxit (aluminiummalm). Hela produktionen var exklusivt förbehållen för Sovjetunionen.

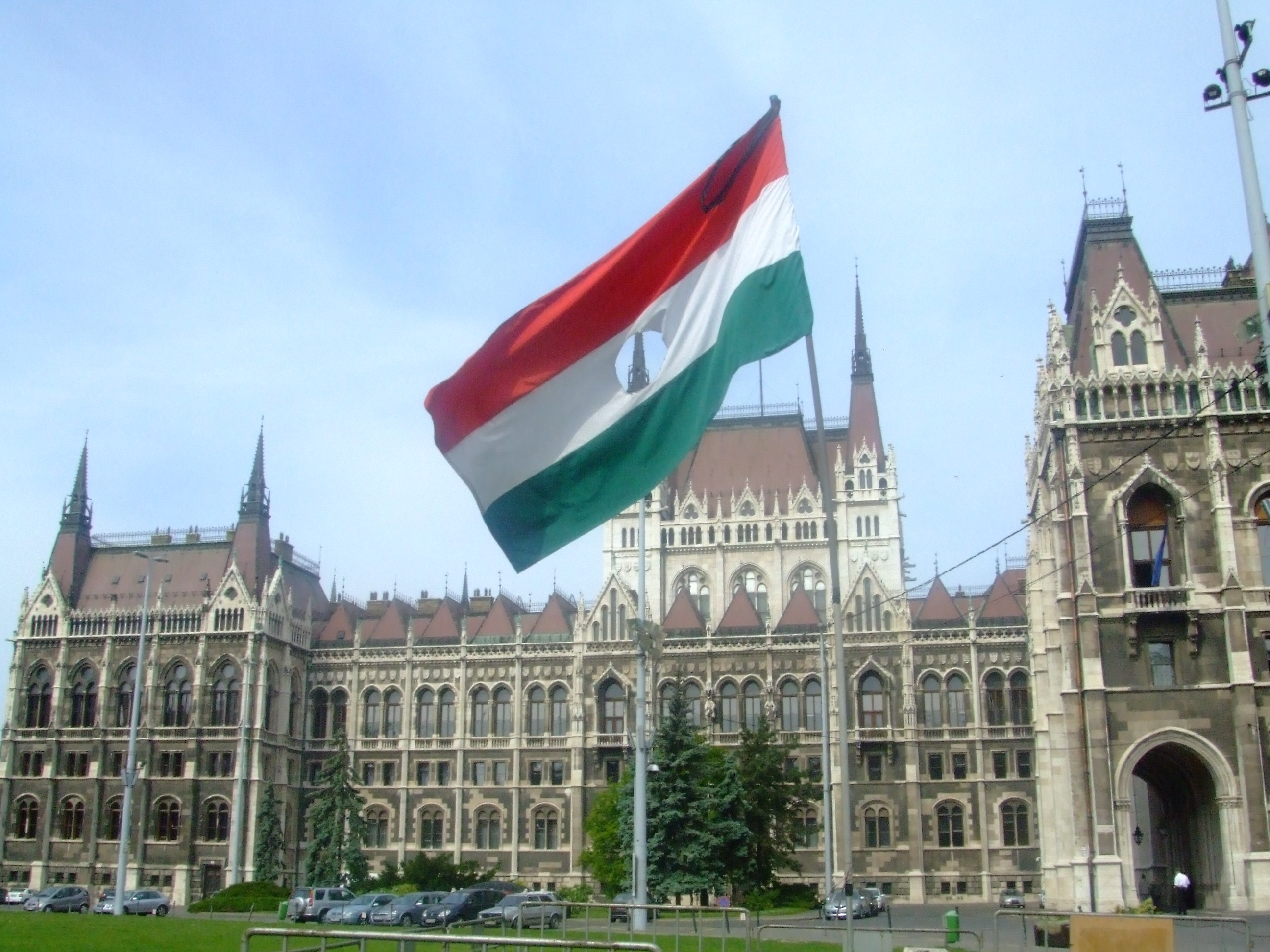
Flaggan med hål i var revoltens symbol. Här utanför parlamentet i Budapest vid 50-årsminnet av revolten.

Nagy släppte ut fångar från arbetslägren och fängelser och tillät viss avkollektivisering av jordbruket. 1955 avsatte Moskva Nagy, då han anklagades för att inte kunna hålla ett fast grepp om landet och Moskvaregeringen fruktade att landet skulle närma sig NATO. Sovjetledaren Nikita Chrusjtjov upplevde den hatade Rákosi som en belastning och denne ersattes i juli 1956 av Ernő Gerő, en annan stalinist. När Gerő befann sig utomlands i början av oktober passade oppositionen i kommunistpartiet på att ge en anständig begravning åt förre inrikesministern László Rajk som avrättats 1949 efter en maktkamp med Rákosi. Hundratusentals personer bevistade begravningen. Samtidigt beviljades reformkommunisten Imre Nagy återinträde i partiet. Dessa symboliska händelser, tillsammans med Gomułkas lyckade förhandlingar med ryssarna i Polen, väckte en stark förhoppning om förändring i Ungern.
Den 16 oktober 1956 organiserade sig universitetsstudenterna i staden Szeged i de Ungerska Studenters Förbund, oberoende från den officiella kommunistiska studentorganisationen. Den 22 oktober var organisationen etablerad i hela landet, och studenterna i Budapest publicerade ett manifest bestående av 16 punkter där de krävde industri- och jordbruksreformer, demokrati och yttrandefrihet. De krävde dessutom att Nagy skulle återinsättas, att Rákosi och hans medarbetare skulle ställas inför rätta och att sovjettrupperna skulle lämna landet.

### Upproret

Klipp från Universals journalfilm.

Upproret inleddes den 23 oktober 1956 i samband med en studentdemonstration för solidaritet med Polen. Cirka 200 000 människor deltog, med krav på demokrati och reformer. Vid åttatiden på kvällen svarade Gerő i ett radiotal där han fördömde kraven och höll fast den rådande politiken. När Gerős svar blev känt ökade vreden. Stalinstatyn på Hjältarnas torg i Budapest vältes omkull och efter flera timmars hårt arbete med skärbrännare lyckades man symboliskt avlägsna diktatorns huvud. Senare under kvällen försökte en folkmassa tränga in i Radiohuset för att sända ut sina krav. Säkerhetspolisen, ÁVH, öppnade eld med kulsprutor mot demonstranterna. Många sårades och dödades. Snart utbröt generalstrejk, vapen delades ut, revolutionära arbetarråd upprättades spontant och samtidigt över hela Ungern i allvarlig konkurrens med statsmakten. Regimens svar var att byta ut Gerő mot János Kádár den 25 oktober som partichef. Samtidigt bildade Nagy en revolutionär flerpartiregering som krävde Sovjets uttåg från landet, medan antisovjetiska attityder växte, ofta med återblick på den blodiga ungerska revolten mot Österrike 1848-49 och den mycket brutala behandlingen nationen fick vid den sovjetiska arméns intåg i andra världskrigets slut. "Ruszkik haza!" - "ryssar åk hem" blev ett vanligt klotter. Kommunistiska och socialistiska symboler som röda stjärnor, hammaren och skäran och diverse porträtt av kommunistledare höggs bort eller revs ner. 

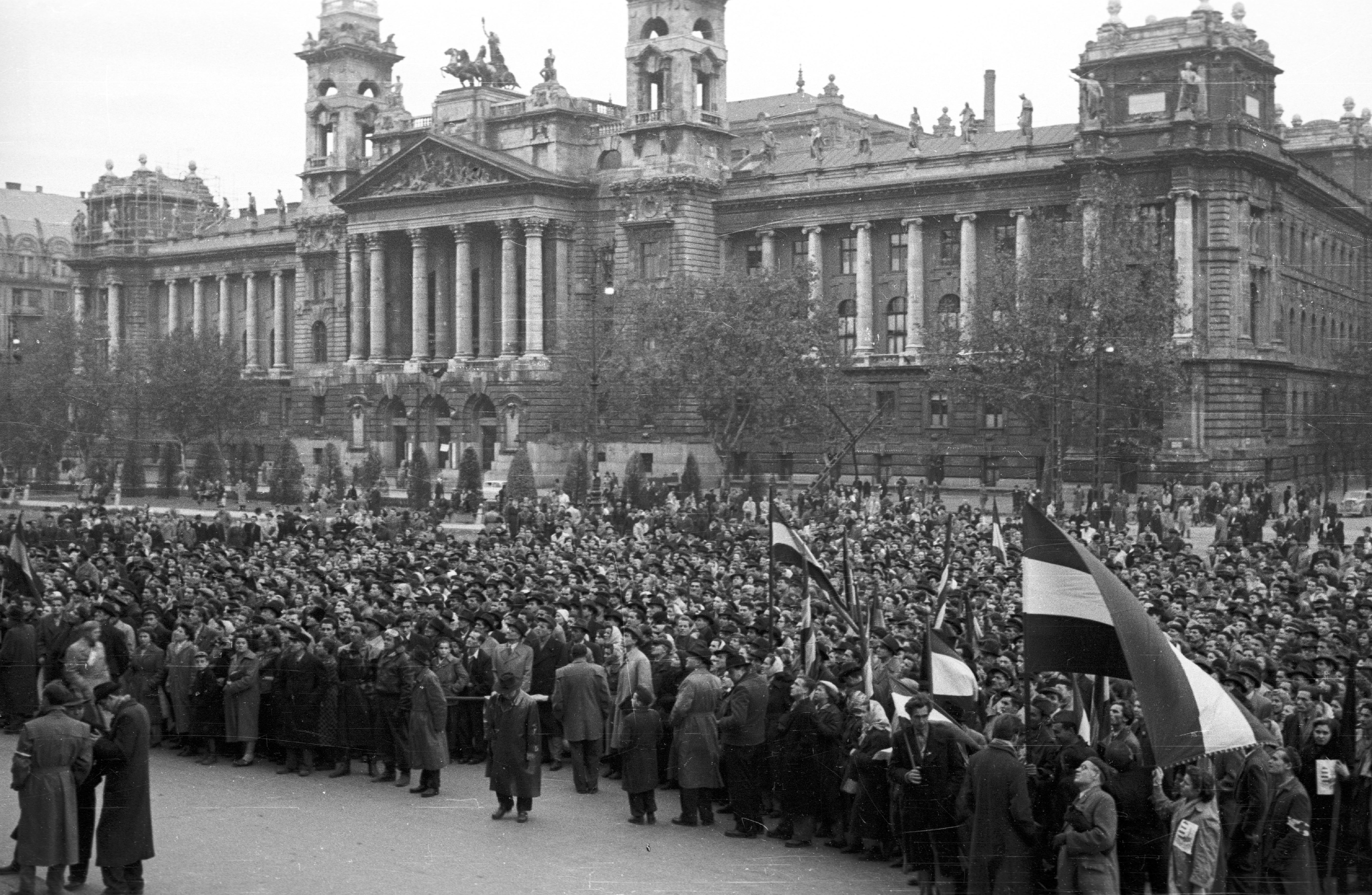
Demonstration i Budapest vid torget Kossuth Lajos tér mittemot parlamentet (bakom fotografen)

Den sovjetiska Röda armén med 24 000 man och stridsvagnar gick till angrepp den 24 oktober, men slogs tillbaka med molotovcocktails och även tyngre vapen. Flera medlemmar av den ungerska säkerhetspolisen ÁVO/ÁVH och vissa stalinistkommunister lynchades av upprorsmännen. Situationen blev kaotisk, och Nagys tillsatta provisoriska regering hade inte kontroll över revolutionen.
De sovjetiska trupperna kommenderades ut med direktiv att angripa fascister, och det uppstod förvirring när upprorsmännen delade ut socialistiska flygblad och förklarade anledningen till upproret. Västerländska journalister rapporterade ofta om massdeserteringar från de sovjetiska styrkorna. Likaså hävdade Radio Free Europe gång på gång att sovjetiska soldater "visade vad de tyckte om kommunismen och sina herrar i Kreml genom att ansluta sig till frihetskämparna". Men avhoppen var i själva verket inte många. Bara 59 ryska soldater rapporterades saknade efter Ungernrevolten och det visade sig senare att nästan alla hade dödats. Däremot var det många inom den ungerska armén som anslöt sig till upproret. Den mest kända av dem var Pál Maléter. 
Den 28 oktober inleddes en vapenvila och ryssarna meddelade nästa dag, den 29 oktober, att deras trupper skulle dra sig tillbaka från Budapest. På morgonen den 30 oktober skrev de ryska ledarna under en deklaration om "vänskap och samarbete" där de än en gång lovade att trupperna skulle lämna Budapest och dessutom att de var beredda att förhandla om närvaron av sovjetiska trupper i övriga delar av Ungern. När Chrusjtjov och de andra sovjetiska ledarna möttes vid niotiden i Kreml hade de svårt att bestämma sig för hur de skulle gå vidare i konflikten, men till slut verkade det som om alla var överens och Chrusjtjov sammanfattade mötet med att säga: "Vi är eniga. Det finns två vägar att gå. En militär väg, som innebär en ockupation, och en fredlig, tillbakadragande av trupper och förhandlingar. Vi bör ta den sistnämnda vägen." Enligt Victor Sebestyen tyder alla uppgifter på att Chrusjtjov menade vad han sa. Ett kort tag såg det ut som om en fredlig lösning var möjlig.

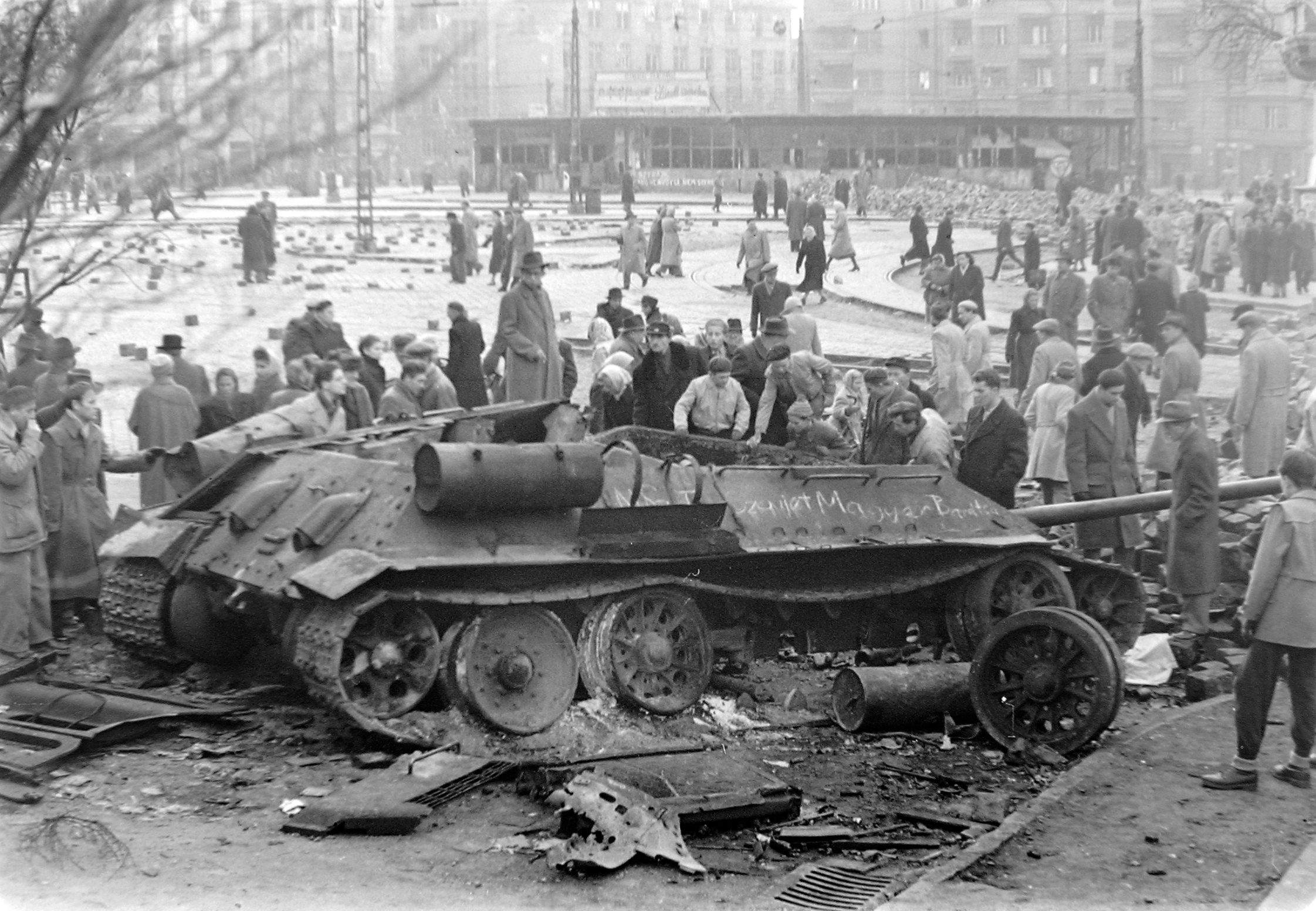
Ungerska civila vid en förstörd sovjetisk stridsvagn i Budapest.

Den 30 oktober inträffade också det mest ökända slaget under revolten. På Republiktorget, Köztársaság tér, låg högkvarteret för kommunistpartiets Budapestavdelning där förutom politiker även några från säkerhetspolisen ÁVH befann sig. På morgonen hade de ryska och ungerska soldater som vaktade byggnaden dragit sig tillbaka i enlighet med vapenvilan. En grupp rebeller upptäckte ÁVH-männen och skottlossning utbröt. Efter att nyheten om vad som hände spred sig fick upprorsmännen snart förstärkning. Civila inne i byggnaden kontaktade myndigheterna och det ungerska försvarsdepartementet skickade fem stridsvagnar till platsen för att undsätta dem som försvarade byggnaden. Två av stridsvagnarna körde vilse på väg till Republiktorget och de som kom fram såg en ungersk stridsvagn som stred på rebellernas sida, så de började också att bombardera byggnaden. Det avgjorde striden. De som försvarade byggnaden gav upp. Flera av dem sköts direkt när de lämnade partihuset, däribland ordföranden för kommunistpartiets Budapestavdelning, Imre Mezõ. Andra lynchades av folkmassan. Sammanlagt tjugotre ÁVH-män dödades i händelsen. Några timmar senare visades händelserna på sovjetisk TV. Många av de organiserade revolutionsgrupperna fördömde lynchningarna.
De ryska sändebuden Anastas Mikojan och Michail Suslov, vilka befann sig i Budapest, chockades av våldet på Republiktorget. De hörde talas om det som inträffat strax efter att de diskuterat vänskapsdeklarationen vid ett möte med Nagy och skickade dystra meddelanden till Moskva. Nagy antydde till Mikojan och Suslov att Ungern hade som långsiktigt mål att lämna Warszawapakten. Detta vidarebefordrade de också till Kreml.

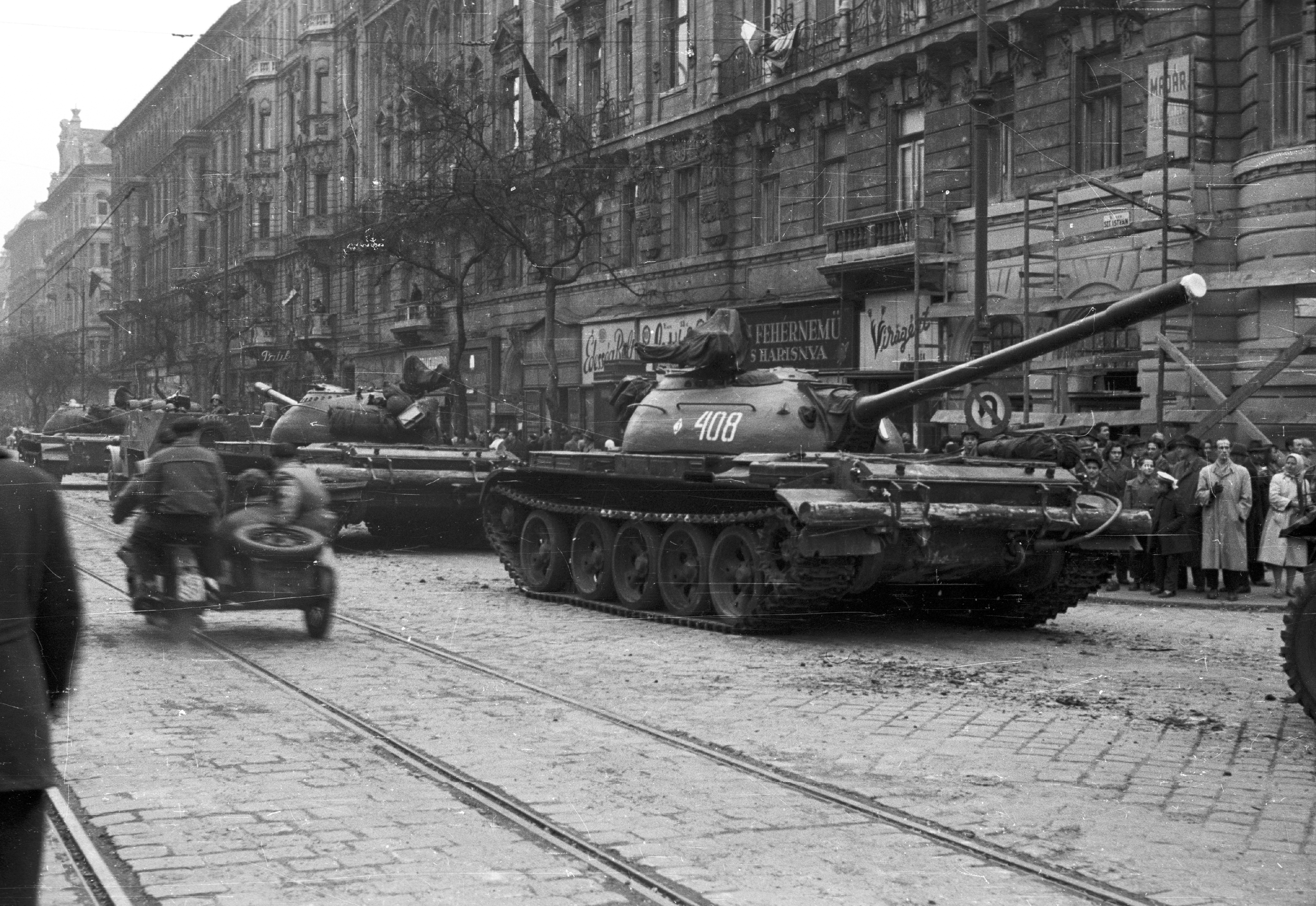
Sovjetiska stridsvagnar som patrullerar Budapest den 31 oktober.

Den 31 oktober samlade Chrusjtjov Politbyrån för ett nytt möte. Chrusjtjov sa: "Vi måste göra en omvärdering. Våra trupper kan inte dras tillbaka från Ungern eller Budapest. Vi måste ta initiativet till att återställa ordningen i Ungern. Om vi lämnar Ungern så kommer det att upplevas som en stor framgång för amerikanerna, engelsmännen och fransmännen – imperialisterna. De kommer att uppfatta det som en svaghet hos oss och kommer att gå på offensiven... Till Egypten kommer de att lägga Ungern. Vi har inget annat val." Den enda inom Politbyrån som inte höll med var Maxim Saburov, men han övertalades och Politbyråns beslut att intervenera en andra gång blev enhälligt. Andra faktorer som kan ha bidragit till att de ändrade sig var dels rädsla för att oroligheterna skulle sprida sig till resten av Östeuropa och inom Sovjetunionen och dels händelserna i Suez, där Storbritannien och Frankrike initierat en militär operation i gryningen den 31 oktober. Chrusjtjov sa senare att han ångrat beslutet från den 30 oktober nästan direkt efter att det hade fattats.
De ryska ledarna kunde inte komma till något beslut om vem som skulle leda Ungern efter invasionen utan bestämde bara att det antingen skulle bli Ferenc Münnich eller János Kádár.
Inför det skenbara uttåget påbörjade Röda armén en truppomflyttning. Den sovjetiska ambassadören Jurij Andropov invaggade Nagy i säkerhet genom försäkran att omflyttning skedde för att säkra uttåget. Men snart fördes stora styrkor in i landet och Budapest omringades, samt gränsen mot Österrike förstärktes mot eventuell invasion av NATO. När Nagy den 1 november insåg att Sovjetunionen förberedde invasion begärde han Ungerns utträde från Warszawapakten, i hopp att detta skulle göra att sovjetarmén befann sig olagligt i landet och för att garantera stöd från väst. Detta var en kolossal missbedömning som fick motsatt effekt.
Den 1 november gav sig Chrusjtjov iväg på en hemlig rundresa i Östeuropa för att upplysa om beslutet som fattats föregående dag. Han träffade först Gomułka i Polen som först protesterade kraftigt men till slut gick med på en offentlig diskret tystnad angående Ungern. Mötena med de tjeckiska och rumänska ledarna, Antonín Novotný respektive Gheorghe Gheorghiu-Dej, gick dock utan problem. Båda var entusiastiska inför ett anfall mot Ungern. Den sista anhalten var Jugoslavien där Chrusjtjov tillsammans med Malenkov träffade Tito i dennes semesterhus på ön Brioni i Adriatiska havet. Den jugoslaviske ledaren höll med om att invasionen var nödvändig. Tito och Chrusjtjov kom också överens om vem som skulle bli Ungerns näste ledare. Chrusjtjov förordade Münnich men jugoslaverna övertalade honom att välja Kádár.

### Sovjetstyrkan återtar kontrollen

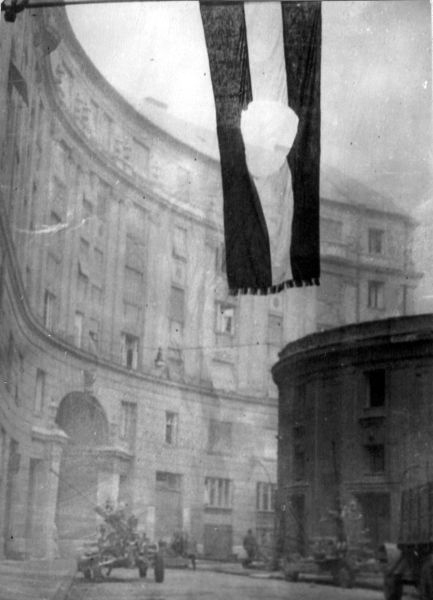
Ungersk flagga med hål i – revoltens symbol, på en gata i Budapest som redan övertagits av sovjetiska soldater.

När man samtidigt inledde förhandlingar om praktikaliteter kring det sovjetiska uttåget arresterades den ungerska ledningen vid konferensbordet och ett fullskaligt anfall startade den 4 november samtidigt över hela Ungern. Den 7 november var Kádár återinsatt. Några av arbetarråden klarade sig ytterligare en månad - Kádár valde att inte direkt attackera dem. Tillfälliga strejker pågick till 1957.
Kardinal József Mindszenty, ledaren för den katolska kyrkan, som blev befriad från fängelset den 31 oktober 1956 efter att varit fängslad sedan en skenrättegång 1949, fick den 4 november söka skydd på den amerikanska ambassaden där han stannade ända till 1971.
Imre Nagy och hans närmaste medarbetare sökte skydd på jugoslaviska ambassaden där de gömde sig tre veckor. När de lurades att lämna ambassaden med löfte om immunitet, blev de arresterade av sovjetiska myndigheter och sända till fängelse i Rumänien. I april 1957 fördes Nagy tillbaka till Ungern. Efter en skenrättegång blev Nagy dömd till döden och avrättades genom hängning den 16 juni 1958, tillsammans med Pál Maléter och Miklós Gimes. 
Historiker trodde länge att ryssarna hade det största ansvaret för att Nagy avrättades och att syftet var att avskräcka andra östeuropeiska ledare från att gå för långt. Men enligt Victor Sebestyen finns det inga bevis för att det var så. Chrusjtjovs son, Sergej Chrusjtjov, sa att hans far blev "nedslagen" när Kádár ville avrätta Nagy och dokument som offentliggjordes på 1990-talet tyder också på att det främst var Kádár som ville se sin företrädare hängd. Ryssarna sköt gång på gång upp rättegången för att avrättningen inte skulle ske på ett för dem obekvämt tillfälle. I december 1957 uttryckte Chrusjtjov intresse för att benåda Nagy vilket förfärade Kádár, men i maj 1958 gav Chrusjtjov till slut klartecken för att rättegången kunde inledas.

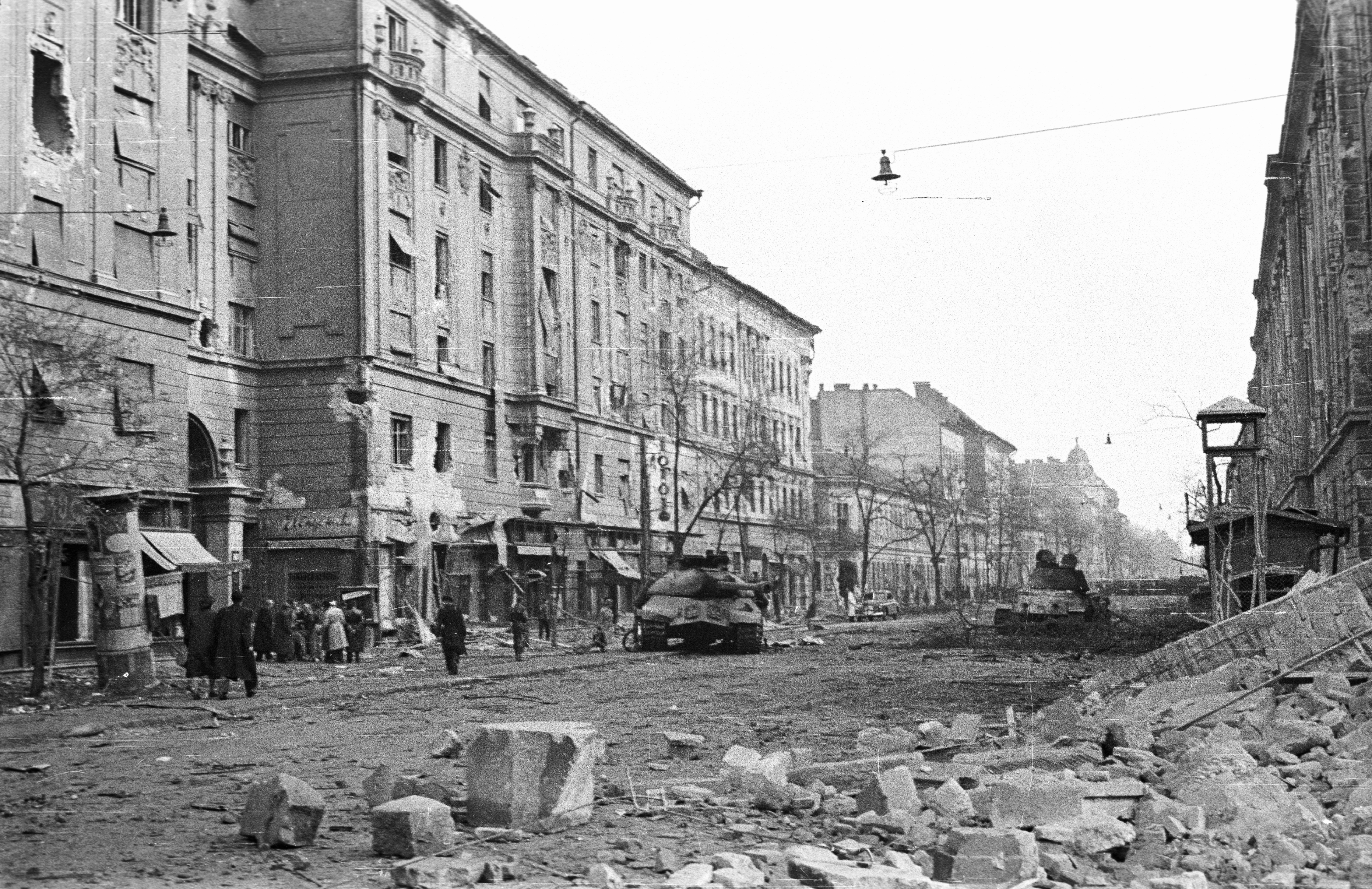
En gata i 8:e distriktet efter slutet av striderna.

Totalt cirka 2 700 ungrare blev dödade i striderna, 341 blev avrättade (den sista 1961) och 22 000 blev dömda till fängelse (flera för minst fem år), 13 000 blev sända till arbetsläger och den sovjetiska sidans förluster uppgick till 669. Det har också redovisats betydligt högre förlustsiffror, exempelvis 20 000 döda ungrare och 1 500 döda sovjetiska soldater.
Efter den misslyckade revolten flydde 200 000 ungrare till väst, många genom den dåligt bevakade gränsen till Österrike. 80 000 emigrerade till USA, 22 000 till Storbritannien och 13 000 till Frankrike. I Sverige sökte cirka 8 000 ungrare skydd.

## Analys av revolten
Det är kontroversiellt vilken den egentliga drivkraften var i upproret – vissa betraktar händelserna som en antistalinistisk och anarkistisk/socialistisk rådsrevolution, medan andra vill betona den nationella frigörelsen från Sovjetunionen med dess agerande som en kolonialmakt och kommunistpartiets förtryck. Arbetarråd uppstod spontant och samtidigt över hela landet, och inom en vecka var de federerade. Råden och kommittéerna var verkliga revolutionsorgan, där delegater från fabriker, gruvor, universitet och arméförband sammanträdde. De var organ för folkligt självstyre som det beväpnade folket satte sin tillit till. I många avseenden var de mycket lika de arbetarråd, ”sovjeter”, som uppstod i Ryssland 1905 och 1917 . Också de uppkom spontant, utmärktes av en effektiv organisation av livsmedelsförsörjning, sjukvård samt av den beväpnade milisen, och utövade disciplin över även vidare delar av rörelsen. Oavsett hur man än väljer att tolka orsakerna till dessa händelser så pekar den senaste forskningen på att revolutionen startade som en besvikelse över Nagys misslyckade reformprogram från 1953 som motarbetades av Rákosi. Det hårda styre som Rákosi utövade och att Ungern hanterades som sovjetisk lydstat byggde upp en nationell vrede. När revolten startade förlorade de reformerta kommunisterna, med Nagy i spetsen, från en början kontrollen och revolutionen pågick av sig själv genom ett antal oberoende stridande grupper, som började ställa ofta orealistiska krav på Nagy. Mot slutet av revolutionen bildades det en regering med flera återupprättade partier.
Ungernrevolten sammanföll med den internationellt spända situationen på grund av Suezkrisen och fick inget stöd från västvärlden. Mycket tyder på att USA hade blivit överraskat av utvecklingen i landet och trots påkostad propaganda som uppmanade till revolution genom CIA:s Radio Free Europe hade man ingen plan på hur man skulle bete sig om det blev den folkresning de förespråkade i någon av de sovjetiska lydstaterna. Strax efter revolten intervjuade amerikanska akademiker 1000 ungerska flyktingar. 96 procent sa att de utländska radiosändningarna fick dem att tro att de skulle få hjälp från väst. Revolten sammanföll också med det amerikanska valet som tog upp Dwight Eisenhowers uppmärksamhet.
FN med Dag Hammarskjöld förhöll sig passiv och Ungernfrågan kom på dagordningen först den 4 november 1956 när Budapest redan har blivit ockuperat av ryssarna. USA, Storbritannien och Frankrike lämnade in en formell begäran att Ungern skulle komma på dagordningen för att diskutera de sovjetiska trupperna som "med våld tränger undan folkets rättigheter", men ingen vågade stöta sig med ryssarna. Imre Nagy har också direkt vädjat till FN den 1 november 17:00 (CET) - viktiga telex från Ungern blev på ett oförklarligt sätt inte skyndsamt distribuerade till berörda personer.
Några få västobservatörer försökte rättfärdiga eller förklara det sovjetiska ingripandet med motiveringen att Nagy ledde en "kontrarevolution". Det var inte så mycket revolten som det sovjetiska förtrycket som gjorde intryck på utländska observatörerna. Den ungerske författaren István Bibó sammanfattade att krossandet av det ungerska upproret allvarligt om inte dödligt skrämde iväg olika positivt inställda organisationer som freds-, kvinno-, ungdoms-, studentrörelser och de intellektuella som hittills stärkte kommunismens ställning. Den marxistiske filosofen Jean-Paul Sartre, som tidigare försvarat Sovjetunionen, fördömde den sovjetiska attacken på Ungern i sin artikel "Stalins spöke". Sartre, liksom flera andra intellektuella, lämnade i protest mot invasionen de kommunistiska partierna i väst.
Även inom andra länder inom östblocket ledde den sovjetiska interventionen till desillusionering och protester som slagits ner, men också skapade en ny generation av dissidenter. Kadars taktik att uppnå stabilitet i Ungern var att erbjuda en post-politisk modell av kommunismen med viss lokal liberalisering och i gengäld krävde icke-ifrågasatt acceptans för partiets maktmonopol.